# Schuyler (Nueva York)
Schuyler es un pueblo ubicado en el condado de Herkimer en el estado estadounidense de Nueva York. En el año 2000 tenía una población de 3.385 habitantes y una densidad poblacional de 32.8 personas por km².

## Geografía
Schuyler se encuentra ubicado en las coordenadas 43°5′46″N 75°5′53″O / 43.09611, -75.09806.

## Demografía
Según la Oficina del Censo en 2000 los ingresos medios por hogar en la localidad eran de $35,375, y los ingresos medios por familia eran $42,500. Los hombres tenían unos ingresos medios de $30,078 frente a los $22,407 para las mujeres. La renta per cápita para la localidad era de $18,205. Alrededor del 9.4% de la población estaban por debajo del umbral de pobreza.